# Tragopan
Tragopan là một chi chim trong họ Trĩ (Phasianidae). Cùng với các loài trong chi Lophura và một vài chi khác, chúng có tên gọi chung trong tiếng Việt là gà lôi. Các loài gà lôi trong chi này còn gọi là "gà lôi sừng" do chúng có 2 chiếc "sừng" sáng màu, nhiều thịt trên đầu và chúng có thể dựng đứng các "sừng" này trong quá trình quyến rũ bạn tình. Tên gọi khoa học của chi đề cập tới đặc trưng này, với sự kết hợp của tragus (dê) và Pan - tên gọi của vị á thần nửa người nửa dê thô tục (và trong trường hợp của gà lôi Satyr, sự bổ sung thêm người bạn đồng hành của Pan thì sự nhấn mạnh lại càng rõ nét hơn). Hành vi làm tổ trên cây của chúng là duy nhất trong số các loài trong họ Trĩ. Chỉ có thể tìm thấy trong bụi tre hoặc nơi nhiều cây đỗ quyên.

## Phân loại
Hiện tại người ta công nhận 5 loài trong chi Tragopan.
- Gà lôi Tây Á: Tragopan melanocephalus
- Gà lôi Satyr: Tragopan satyra
- Gà lôi tía hay gà lôi Temminck: Tragopan temminckii
- Gà lôi Blyth: Tragopan blythii
- Gà lôi Cabot: Tragopan caboti

## Thư viện hình

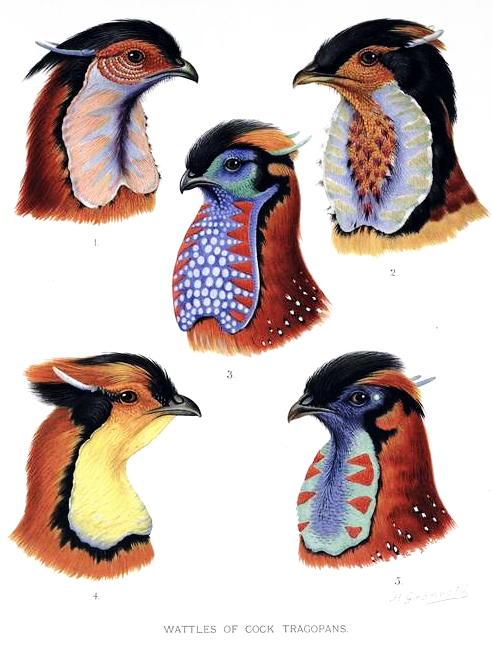
Đầu của các con gà lôi Tragopan trống
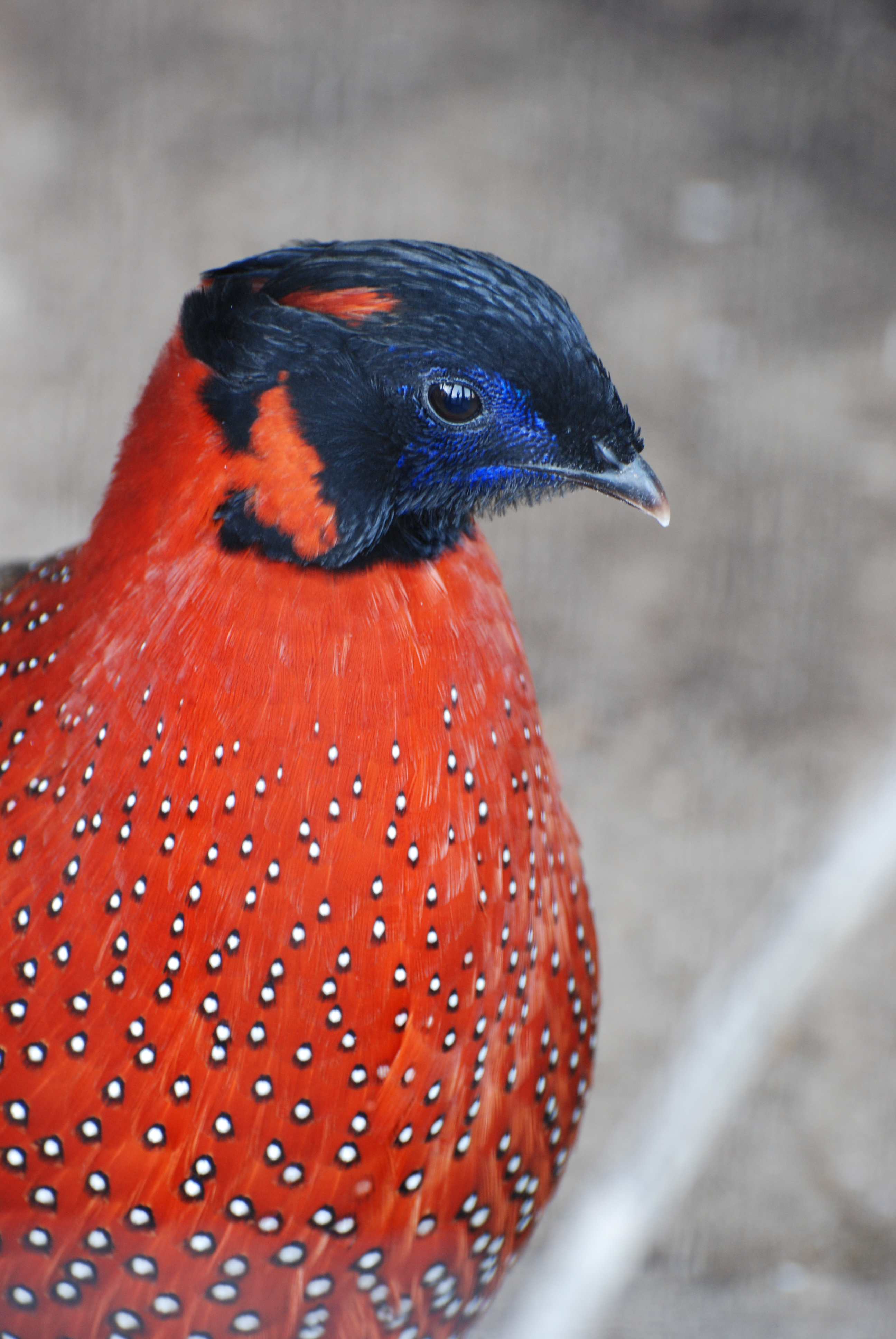
Gà lôi Satyr
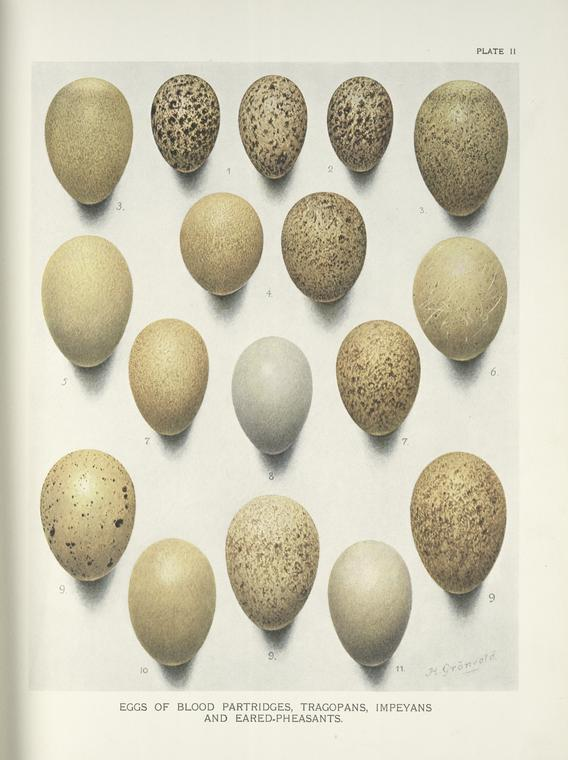
Trứng của gà lôi Tragopan và các loài khác trong họ Trĩ